# الحود (وشحة)

تعديل مصدري - تعديل

الحود هي إحدى قرى عزلة بني رزق بمديرية وشحة التابعة لمحافظة حجة، بلغ تعداد سكانها 27 نسمة حسب تعداد اليمن لعام 2004.